# Ono (Californie)
Pour les articles homonymes, voir Ono.
Ono est une census-designated place du comté de Shasta, dans l'État de Californie, aux États-Unis.